# 擺渡之歌
是一部2019年小田切让執導的日本劇情片。入圍第76屆威尼斯影展威尼斯日競賽單元，由杜可風擔任該片攝影。

## 演員
- 柄本明
- 村上虹郎 飾演 源三
- 川島鈴遥 飾演 少女
- 淺野忠信
- 蒼井優
- 細野晴臣
- 永瀨正敏 飾演 仁平

## 外部連結
- 擺渡之歌 - allcinema
- 擺渡之歌 - KINENOTE
- 豆瓣电影上《擺渡之歌》的資料 （简体中文）